# Evolution (album de Slum Village)
Pour les articles homonymes, voir Évolution.
Albums de Slum Village
Villa Manifesto EP
(2005) Yes!
(2015)
Évolution est le septième album studio de Slum Village, sorti le 25 juin 2013.

## Liste des titres
| No  | Titre                                           | Producteur(s)         | Durée |
| --- | ----------------------------------------------- | --------------------- | ----- |
| 1.  | Braveheart (featuring Havoc)                    | Young RJ              | 4:21  |
| 2.  | Rock Rock (featuring DJ Jazzy Jeff et Big Pooh) | Young RJ              | 3:15  |
| 3.  | Let It Go (featuring Blu)                       | Young RJ              | 3:35  |
| 4.  | Forever                                         | Young RJ et T3        | 2:56  |
| 5.  | Scared Money (featuring Early Mac)              | Young RJ et Early Mac | 3:34  |
| 6.  | Summer Breeze                                   | Focus...              | 4:08  |
| 7.  | The Line (featuring Focus...)                   | Young RJ              | 3:59  |
| 8.  | Hustle (featuring Vice et J. Ivy)               | Young RJ              | 4:04  |
| 9.  | Bout That (featuring Focus...)                  | Young RJ              | 3:14  |
| 10. | 1 Nite (featuring Vice)                         | Focus...              | 3:55  |
| 11. | Greatness (featuring Joetka)                    | Young RJ              | 3:44  |
| 12. | Riot (featuring Big Pooh et Joe Scudda)         | Young RJ              | 3:03  |